# Encuentros con las letras
Encuentros con las letras, inicialmente Encuentros con las artes y las letras, fue un programa de televisión dedicado a la cultura. Dirigido por Carlos Vélez se emitió por La 2 de Televisión Española entre 1976 y 1981.

## Formato
Concebido desde el primer programa como un espacio de contenido eminentemente cultural, bajo la denominación Encuentros con las artes y las letras, en su primera temporada contaba con dos secciones claramente diferenciadas: una dedicada a la literatura y otra al arte entendido en sentido amplio (no solo las artes tradicionales, sino también a la fotografía, el cómic o las artes plásticas). Sobre esos dos ejes se presentaban reportajes, noticias, debates y entrevistas con intelectuales y artistas. Algunos colaboradores habituales del programa fueron Paloma Chamorro, Fernando Sánchez Dragó, José Luis Jover, Jesús Torbado, César Gil, Esther Benítez y Daniel Sueiro. Más tarde se incorporaron Andrés Trapiello y Miguel Bilbatúa. El realizador era Roberto Llamas.

"Si por algo logra sobrevivir en la parrilla de programación es por la seriedad con la que enfoca su planteamiento de espacio difusor del pensamiento humanístico"
Laia Quílez 

El 25 de marzo de 1977 la sección artística del programa se convirtió en un espacio propio con el título de Trazos, posteriormente Imágenes, y Encuentros con las letras adquirió su título definitivo hasta su finalización en 1981.

"Nació la misma semana que el diario El País y la revista Historia 16. Desde entonces hasta hoy nos cambiaron en cinco ocasiones el día de emisión y horario. A partir de octubre del pasado año nos redujeron el programa a una hora de duración. El horario actual parece que es malo para Madrid, pero muy bueno para Barcelona. Hubo muchos momentos en que el programa se vio amenazado de suspensión. Precisamente en octubre de 1976, siendo director general Rafael Ansón, se había levantado de la programación, y continuó gracias a que otro ex director general, Juan José Rosón, intercedió ante Rafael Ansón. Después, aparte de esas censuras, recibí unas diez o doce notas de Miguel Martín amenazándome porque me pasaba de los minutos concedidos, aunque nosotros nos ajustábamos a los boletines de programación"
Carlos Velez (1980) 

El programa no escapó a los ataques de la censura y, por ejemplo, en 1979 fue prohibida la emisión de uno de los programas dedicado a las señas de identidad de la cultura catalana que incluía una entrevista de Montserrat Roig a Josep María Castellet. También fue prohibida la emisión de un espacio en el que Jesús Torbado entrevistaba al profesor de la Universidad de Granada Manuel Villar Raso por su novela titulada Comandos vascos y que casi le cuesta al redactor y programador del espacio César Gil, quien montó ese espacio, un proceso por exaltación del terrorismo, ya que en aquella época algunos directivos de RTVE consideraban que el solo hablar de etarras era hacer terrorismo. Llegado el asunto al fiscal general del Estado este (recién nombrado) no quiso entrar en el tema al no haber sido emitido. Desde 1978, mensualmente, se programaba una obra de teatro en la sección Teatro Estudio.

"El propósito de Encuentros es responder al ansia cultural que existe en este país, dar a conocer las opiniones de autores literarios y teatrales, enjuiciar y contrastar las distintas opiniones sobre las obras"
Carlos Vélez (1980) 